# Össur Ásbjörnsson
Össur Ásbjörnsson (n. 924) fue un caudillo vikingo y el primer goði del clan familiar de los Freysgyðlingar, de Bakkárholt, Arnarbæli, Árnessýsla en Islandia. Era hijo de Ásbjörn Björnsson (n. 875) y nieto del colono Björn Helgason (n. 840) de Sogn, Noruega. Tuvo dos hijos, Þórður Össursson, que sería el padre de Flosi Þórðarson y una hembra, Þuríður Össursdóttir (n. 942).
Össur aparece como personaje en la saga de Njál, y la saga de Víga-Glúms.